# Спалювач трупів (роман)
«Спалювач трупів» — роман 1967 року чеського письменника Ладіслава Фукса. Книга належить до другої хвилі літератури під впливом Другої світової війни і водночас до першого етапу творчості автора. Наступного року після видання роману Юрай Герц зняв за книгою однойменний фільм.
Книга належить до першого етапу творчості Фукса, який включає романи «Пан Теодор Мундсток» (чеськ. Pan Theodor Mundstock), «Варіації для глухої струни» (чеськ. Variace pro temnou strunu) та «Миші Наталії Моосгабрової» (чеськ. Myši Natalie Mooshabrové). Варто згадати збірку з шести оповідань «Мої чорноволосі брати» (чеськ. Mí černovlasí bratři), яка також торкається теми Другої світової війни та питання юдаїзму. Ладіслав Фукс відкрив книгу цитатою італійського поета Джованні Папіні:
|  | Найбільша хитрість диявола — коли він оголошує сам про себе, що його не існує. Оригінальний текст (чес.) Největší lstí ďábla je, když sám o sobě prohlašuje, že není. |

У романі автор розповідає про працівника крематорію та солдата Першої світової війни Карела Копфркінґла, який стикається з жахами нацистської окупації Чехословаччини, та простежує розкладання його особистості.

## Сюжет
Головний герой роману — Карел Копфркінґл, працівник празького крематорію. Він неодноразово описує себе як «ніжну, добру людину, абстинента і некурця» (він постійно повторює ці факти, тож в кінці книги ми бачимо персонажа, знищеного ідеями нацизму, який вбиває власну сім'ю, при цьому Карел продовжує нагадувати нам, що насправді він хороша людина та абстинент). Роботу в крематорії він бачить як священну місію свого життя, адже кремація допомагає душам загиблих знайти нове тіло. Він черпає ці погляди зі своєї улюбленої жовтої книги про Тибет. Також Карел вірить, що смерть насправді є прекрасною та благородною достовірністю людського життя. Він проголошує себе романтиком; свою дружину Марію, напівєврейку, він називає Лакме і бажає, щоб вона називала його Романом. До їхньої кішки він звертається як до «райської, чарівної». У них з Марією двоє дітей: старша донька Зіна та молодший син Мілівой. У самому Карелу є крапля німецької крові.
Карел — уважна, ніжна людина, він зневажає насильство і має добрі стосунки з євреями, наприклад з доктором Беттельгеймом з їхнього будинку. Він покладається на різноманітні дрібниці, дуже полюбляє свій «розклад смерті» — графік роботи крематорію; Карел любить слухати класичну музику, часто розмірковує про смерть і Тибет, його аргументи мають вплив на всіх членів його родини. Їх мирне життя порушує німецька окупація Судет і, насамперед, приятель Карла Віллі Райнке, член Судето-німецької партії. Райнке починає втручатися в політичні погляди Карла, відкрито підтримує германізм і зараховує Карла до партії, використовуючи його для шпигування за євреями. Карел все ще намагається чинити «правильно» і поступово починає вірити в ідею Вищого порядку, який запровадить Гітлер, думаючи, що це врятує Європу від бідності та страждань.
Завдяки його діям на користь партії Карлова влада зростає, він стає директором празького крематорію і прихильником пронімецьких ідей. Коли він розуміє, що в новому суспільстві євреям не буде місця, він вирішує «позбавити родину страждань». Він вішає Лакме у ванній та вбиває Мілівоя. Їхні тіла він спалює в крематорії. Зіні вдається втекти та уникнути долі, що спіткала інших членів родини.
Копфркінґл сидить удома та мріє про те, як він врятує всіх людей і встановить новий порядок. Партія має для нього нову роботу, він мусить створити величезні печі, які дозволять йому «рятувати» сотні і тисячі людей одночасно. Йому являється «видіння» ченця, що прибув до нього аж із Тибету повідомити, що Карел Копфркінґл стане новим Далай-ламою. Потім його везуть на білому «ангельському» автомобілі до психіатричної лікарні. Розповідь Карла завершується коротким епілогом: війна закінчилася, євреї повертаються з концтаборів, а Карел все ще перебуває в пастці ілюзії, що він їх усіх врятував.

## Мотиви
Після Другої світової війни Фукс написав ідеально продуману психологічну роботу, яка відображає не лише його особисті стосунки з єврейською громадою, але також і його психологічні проблеми, що робить книгу ще жахливішою та цікавішою. Він зображує безпорадність і задушливу атмосферу передвоєнних років, використовуючи образ Карела Копфркінґла, щоб продемонструвати небезпеку, що випливає з нацизму, показуючи, як легко за допомогою пропаганди та розумних фраз перетворити відносно нешкідливу людину на монстра-вбивцю, який заради «вищого блага» здатний «врятувати» власну родину і навіть увесь світ.
Твору притаманний типовий для Фукса гротеск, який набуває форм гротескного жаху. Межа між реальністю і жахом дуже тонка. Інші мотиви, які з'являються протягом усієї книги, також створюють атмосферу жаху. Це захоплення Копфркінґла смертю, а також персонажі, які неодноразово з'являються в книзі (подружня пара, дівчина в чорній сукні, літня жінка в окулярах).
Мова книги суто літературна, навіть у промовах героїв. Герої та мова з їхньою гротескністю здаються штучними та неприродними. Вони нагадують воскові фігури, які створюють атмосферу жаху. Це також пов'язано з частим повторенням варіацій одного й того самого речення. Таке повторення створює враження сценічної вистави з обмеженою кількістю акторів, які виступають на сцені у декількох ролях.

## Подібні твори
- «Мефісто» – роман Клауса Манна (1936), в якому читач також може простежити за трансформацією складної особистості комуніста й талановитого провінційного актора в нациста після підйому нацизму в Німеччині.